# Віктор Палссон
Віктор Палссон (ісл. Victor Pálsson, нар. 30 квітня 1991, Рейк'явік) — ісландський футболіст, півзахисник бельгійського клубу «Ейпен» та національної збірної Ісландії.

## Клубна кар'єра
Народився 30 квітня 1991 року в Рейк'явіку в родині португальця і ісландки, а його дід по батьківській лінії був уродженцем Мозамбіку. Почав займатись футболом в рідному місті в клубі «Фількір». Незабаром спортивний директор данського клубу «Орхус» помітив його талант і у 2007 Віктор підписав трирічний контракт з клубом, де він регулярно грав у молодіжній команді. За цей час Палссон встиг зіграти за збірні Ісландії всіх рівнів.
Саме там їм зацікавився англійський «Ліверпуль». «Червоні» влаштували ісландцю перегляд, на якому Віктор переконав тренерів клубу у своїй спроможності. Палссон тільки повинен був почати виступати за першу команду «Орхуса», але мерсісайдці хотіли, щоб він перебрався на «Енфілд» негайно. Ціна переходу склала 300 тис. фунтів, а Палссон підписав контракт на 2,5 роки. Свою першу гру за резерв він зіграв у січні, провівши 15 хвилин у грі проти дубля «Манчестер Юнайтед», а у наступному сезоні він став основним гравцем резерву, при цьому він грав не в півзахисті, а на позиції центрального захисника. Таким чином Палссон почав кар'єру на батьківщині, як нападник, у Данії він став півзахисником, а в «Ліверпулі» став грати в обороні. Віктор був регулярним партнером Даніеля Аяли або Кріса Мавінги на позиції центрального захисника в тому сезоні, в якому резерв «червоних» завоював черговий титул чемпіона Прем'єр-Ліги серед резервних команд.

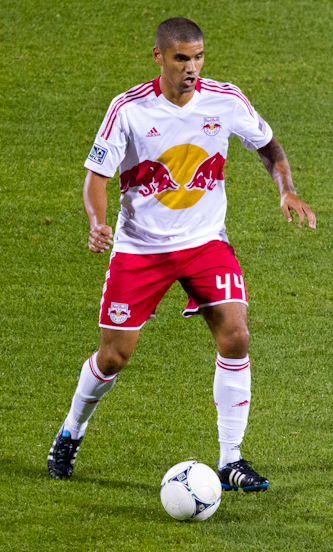
Віктор Палссон під час виступів за «Нью-Йорк Ред Буллз». 2012 рік.

На професійному рівні Віктор дебютував у листопаді 2010 року, перейшовши на правах оренди до клубу третього за рівнем дивізіону Англії «Дагенем енд Редбрідж», за який зіграв дві гри у чемпіонаті і одну гру в Кубку Англії, після чого повернувся в «Ліверпуль», але за першу команду «червоних» так і не зіграв жодної гри.
28 січня 2011 року Віктор підписав 18-місячний контракт з клубом шотландської Прем'єр-ліги «Гіберніан», де взяв 91 номер за роком свого народження. Через два дні дебютував у вищому дивізіоні в грі проти «Данді Юнайтед» (0:3), а забив перший гол за клуб у матчі проти «Кілмарнока» (2:1) з пенальті 12 лютого того ж року. Віктор був основним тренером команди за тренерства Коліна Келдервуда, але втратив місце після того як Кальдервуд був замінений на Пета Фенлона. В результаті 10 січня 2012 року «Гіберніан» оголосив, що Віктор покинув клуб після того, як було досягнута домовленість про розірвання контракту.
10 лютого 2012 року Палссон підписав контракт з клубом МЛС «Нью-Йорк Ред Буллз». Втім у американській команді Палссон теж не став основним гравцем і вже у серпні був відданий в оренду в нідерландський «Неймеген», який в кінці року підписав з гравцем повноцінний контракт на 3,5 року. Граючи у складі «Неймегена» здебільшого виходив на поле в основному складі команди, але за підсумками сезону 2013/14 клуб зайняв 17 місце та вилетів з вищого дивізіону, після чого у серпні 2014 року став гравцем шведського «Гельсінгборга», де провів один рік.
31 серпня 2015 року підписав чотирирічний контракт з данським «Есб'єргом». Щоправда і з цією командою вилетів з вищого дивізіону за результатами сезону 2016/17 і У липні 2017 року підписав трирічний контракт з швейцарським «Цюрихом». З цією ж командою у першому ж сезоні виграв Кубок Швейцарії 2017/18. За півтора роки відіграв за команду з Цюриха 47 матчів в національному чемпіонаті.
На початку 2019 року перебрався до Німеччини, де відіграв два з половиною сезони за друголіговий «Дармштадт 98». Влітку 2021 року за 700 тисяч євро перейшов до «Шальке 04», команди, що також вибула до Другої Бундесліги і з якою гравець уклав дворічний контракт.
Утім, провівши один сезон за «Шальке», 27 липня 2022 року за 500 тисяч євро перебрався до американського «Ді Сі Юнайтед». За вашингтонський клуб дебютував 13 серпня 2022 року в матчі проти «Нью-Інгленд Революшн».
28 липня 2023 року Палссон повернувся до Європи і перейшов у клуб чемпіонату Бельгії «Ейпен», підписавши трирічний контракт.

## Виступи за збірні
2007 року дебютував у складі юнацької збірної Ісландії, взяв участь у 13 іграх на юнацькому рівні.
Протягом 2009—2012 років залучався до складу молодіжної збірної Ісландії. На молодіжному рівні зіграв в 11 офіційних матчах.
4 червня 2014 року дебютував в офіційних іграх у складі національної збірної Ісландії в товариському матчі проти Естонії (1:0) у Рейк'явіку, замінивши на 84-й хвилині матчу Гільві Сігюрдссона.
| Дата       | Місто        | Господарі   | Результат | Гості     | Турнір                               | Голи | Примітки |
| ---------- | ------------ | ----------- | --------- | --------- | ------------------------------------ | ---- | -------- |
| 4-6-2014   | Рейк'явік    | Ісландія    | 1 – 0     | Естонія   | товариський матч                     | -    | 84'      |
| 16-1-2015  | Орландо      | Канада      | 1 – 2     | Ісландія  | товариський матч                     | -    | 46'      |
| 19-1-2015  | Орландо      | Канада      | 1 – 1     | Ісландія  | товариський матч                     | -    | 46'      |
| 31-1-2015  | Таллінн      | Естонія     | 1 – 1     | Естонія   | товариський матч                     | -    | 46'      |
| 10-1-2017  | Наньнін      | КНР         | 0 – 2     | Ісландія  | товариський матч                     | -    |          |
| 15-1-2017  | Нанкін       | Ісландія    | 0 – 1     | Чилі      | товариський матч                     | -    | 80'      |
| 8-9-2018   | Санкт-Галлен | Швейцарія   | 6 – 0     | Ісландія  | Ліга націй УЄФА 2018-2019 - 1-й етап | -    |          |
| 11-9-2018  | Рейк'явік    | Ісландія    | 0 – 3     | Бельгія   | Ліга націй УЄФА 2018-2019 - 1-й етап | -    | 80'      |
| 11-10-2018 | Генгам       | Франція     | 2 – 2     | Ісландія  | товариський матч                     | -    | 71'      |
| 15-11-2018 | Брюссель     | Бельгія     | 2 – 0     | Ісландія  | Ліга націй УЄФА 2018-2019 - 1-й етап | -    |          |
| 19-11-2018 | Ойпен        | Катар       | 2 – 2     | Ісландія  | товариський матч                     | -    | 62'      |
| 11-10-2019 | Рейк'явік    | Ісландія    | 0 – 1     | Франція   | Відбір до ЧЄ 2020                    | -    |          |
| 14-10-2019 | Рейк'явік    | Ісландія    | 2 – 0     | Андорра   | Відбір до ЧЄ 2020                    | -    | 80'      |
| 14-11-2019 | Стамбул      | Туреччина   | 0 – 0     | Ісландія  | Відбір до ЧЄ 2020                    | -    |          |
| 17-11-2019 | Кишинів      | Молдова     | 1 – 2     | Ісландія  | Відбір до ЧЄ 2020                    | -    | 43'      |
| 5-9-2020   | Рейк'явік    | Ісландія    | 0 – 1     | Англія    | Ліга націй УЄФА 2020-2021 - 1-й етап | -    |          |
| 8-9-2020   | Брюссель     | Бельгія     | 5 – 1     | Ісландія  | Ліга націй УЄФА 2020-2021 - 1-й етап | -    |          |
| 8-10-2020  | Рейк'явік    | Ісландія    | 2 – 1     | Румунія   | Відбір до ЧЄ 2020                    | -    |          |
| 11-10-2020 | Рейк'явік    | Ісландія    | 0 – 3     | Данія     | Ліга націй УЄФА 2020-2021 - 1-й етап | -    |          |
| 14-10-2020 | Рейк'явік    | Ісландія    | 1 – 2     | Бельгія   | Ліга націй УЄФА 2020-2021 - 1-й етап | -    | 82'      |
| 12-11-2020 | Будапешт     | Угорщина    | 2 – 1     | Ісландія  | Відбір до ЧЄ 2020                    | -    |          |
| 15-11-2020 | Копенгаген   | Данія       | 2 – 1     | Ісландія  | Ліга націй УЄФА 2020-2021 - 1-й етап | -    | 46'      |
| 18-11-2020 | Лондон       | Англія      | 4 – 0     | Ісландія  | Ліга націй УЄФА 2020-2021 - 1-й етап | -    |          |
| 25-3-2021  | Дуйсбург     | Німеччина   | 3 – 0     | Ісландія  | Відбір до ЧС 2022                    | -    | 82'      |
| 28-3-2021  | Єреван       | Вірменія    | 2 – 0     | Ісландія  | Відбір до ЧС 2022                    | -    | 84'      |
| 31-3-2021  | Вадуц        | Ліхтенштейн | 1 – 4     | Ісландія  | Відбір до ЧС 2022                    | 1    |          |
| 2-9-2021   | Рейк'явік    | Ісландія    | 0 – 2     | Румунія   | Відбір до ЧС 2022                    | -    |          |
| 8-9-2021   | Рейк'явік    | Ісландія    | 0 – 4     | Німеччина | Відбір до ЧС 2022                    | -    | 60' 89'  |
| 8-10-2021  | Рейк'явік    | Ісландія    | 1 – 1     | Вірменія  | Відбір до ЧС 2022                    | -    |          |
| Усього     |              | Матчів      | 29        |           | Голів                                | 1    |          |

## Титули і досягнення
- Володар Кубка Швейцарії (1):

«Цюрих»: 2017–18